# Marco Jäger
Marco Jäger (né le 19 janvier 1981) est un coureur cycliste sur piste allemand. 

## Palmarès

### Championnats du monde
- Manchester 1999 (juniors)
  -  Médaillé d'argent de la vitesse juniors
  -  Médaillé de bronze de la vitesse par équipes juniors

### Championnats d'Europe
- Fiorenzuola d'Arda 2005
  -  Champion d'Europe d'omnium sprint
  -  Médaillé d'argent de la vitesse par équipes espoirs

### Championnats d'Allemagne
- 2000
  - 2e de la vitesse par équipes
- 2002
  - 3e de la vitesse par équipes
- 2004
  - 2e du kilomètre
- 2005
  -  Champion d'Allemagne de vitesse par équipes (avec Sören Lausberg et Daniel Giese)
  - 2e du kilomètre
  - 3e de la vitesse
- 2006
  - 3e du keirin